# Santiago Vera-Rivera

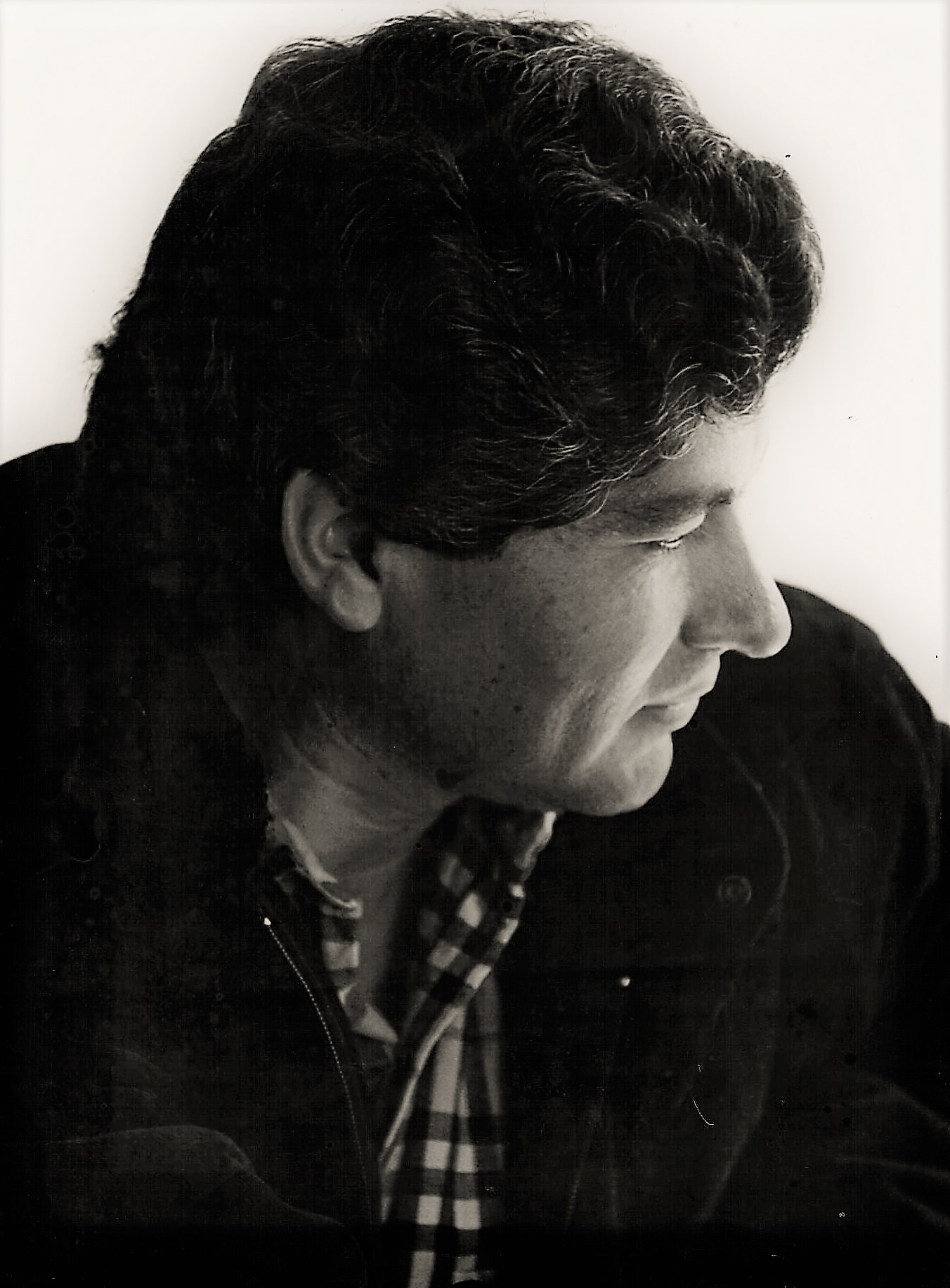
1991-SANTIAGO VERA-RIVERA.

Santiago Vera Rivera, também grafado como Santiago Vera-Rivera, é um compositor chileno, professor e investigador de música erudita. Nasceu em 2 de novembro de 1950, em Santiago.
Já escreveu mais de 80 obras para diferentes gêneros musicais, entre as quais se podem citar: Apocalíptika III (1991) para orquestra e coro, estreada em Santiago em 13 de setembro de 2002; Silogístika I (1989), para flauta e violão; Preámbulo y Antiprosa (1992), para voz e piano, com textos do poeta Tagore. Sua obra Refocilaciones (2007), para violão, foi estreada mundialmente pelo prestigioso violonista chileno Luis Orlandini no Leighton House Museum de Londres. En 2008, sua obra Aporema II, "Voz antigua de Ganda", foi estreada em várias cidades da Alemanha e do Brasil pelo Cuarteto de Guitarras de Chile. Em maio de 2009 ocorreu a estréia mundial de sua obra Aporema III, "Ssematimba ne Kikwabanga", para violão e quarteto de cordas, na Universidad Católica de Chile.
Em 1987 o compositor criou o selo de música erudita SVR Producciones para editar e difundir obras de compositores chilenos, latino-americanos e do patrimônio universal, assim como música folclórica chilena. Em 2006, SVR Producciones recebeu o Prêmio da Crítica no Chile por "seu permanente trabalho de difussão das obras de compositores e intérpretes de música erudita".
Em reconhecimento por seu trabalho como produtor e difusor da música erudita chilena, Santiago Vera recebeu em 2004 o Prêmio do Consejo Chileno de la Música (Conselho Chileno da Música), afiliado ao Conselho Internacional de Música da Unesco.

## Gravações
- "Música para el fin de siglo" (1998). CD com obras para câmara e orquestra. Intérpretes de Chile, Espanha, Noruega e Suíça.
- "Santiago Vera Rivera" (2008). CD duplo com obras para orquestra, câmara, solistas e coro, do período 1977-94. Intérpretes chilenos.